# Mörz (Münstermaifeld)
Mörz ist ein Stadtteil von Münstermaifeld im Landkreis Mayen-Koblenz in Rheinland-Pfalz. Bis zum 31. Dezember 1975 war Mörz eine eigenständige Gemeinde.

## Geographische Lage
Mörz ist ein östlich von Münstermaifeld gelegener Ort auf dem Maifeld.

## Geschichte
Die erste schriftliche Erwähnung von Mörz erfolgte 1140 im „Maximiner Urbar“ als „Muderce“.
Um das Jahr 1200 besaß die Reichsabtei St. Maximin in Trier bereits Besitz in Mörz. Der Grundbesitz der Abtei, darunter eine großzügige Hofanlage, wurde 1812 während der Säkularisation in der napoleonischen Zeit versteigert.
Nach der Zugehörigkeit zum Kurfürstentum Trier und ab 1796 zu Frankreich fiel Mörz 1815 an Preußen.
Am 31. Dezember 1975 wurde Mörz – zusammen mit vier weiteren Gemeinden – nach Münstermaifeld eingemeindet.

## Politik
Der Stadtteil Mörz ist einer von fünf Ortsbezirken, die per Hauptsatzung in Münstermaifeld gebildet wurden. Die Wahl eines Ortsbeirats ist nicht vorgesehen.
Andrej Kühn wurde 2019 Ortsvorsteher von Mörz. Bei der Direktwahl am 26. Mai 2019 war er mit einem Stimmenanteil von 54,41 % gewählt worden. Bei der Direktwahl am 9. Juni 2024 wurde er als einziger Bewerber mit 81,2 % für weitere fünf Jahre in seinem Amt bestätigt.
Kühn ist Nachfolger von Achim Weidung, der das Amt über 20 Jahre ausübte.

## Kultur und Sehenswürdigkeiten
Sowohl im Ort selbst, als auch in der Umgebung, gibt es einige kulturelle Einzeldenkmäler, darunter auch drei der historischen Mühlen im etwa ein Kilometer entfernten Schrumpftal.
→ Siehe auch: Liste der Kulturdenkmäler in Münstermaifeld

## Wirtschaft und Infrastruktur
Mörz ist über eine Kreisstraße mit dem zwei Kilometer westlich gelegenen Hauptort Münstermaifeld verbunden. Dort mündet die K42 in die Landesstraße L82. In die Gegenrichtung fächert sich das Straßennetz weiter auf. Die K42 führt in nordöstliche Richtung über Moselsürsch wieder zu L82, während die abzweigende K43 östlich nach Kattenes und die K41 schließlich zum südöstlich gelegenen Löf verläuft.

## Persönlichkeiten
- Joseph Wolf (1820–1899), Tiermaler, wurde am 22. Januar 1820 in Mörz geboren[10]
- Thomas Anders (* 1963), Pop- und Schlagersänger, Musikproduzent und Songwriter, wurde am 1. März 1963 unter seinem bürgerlichen Namen Bernd Weidung in Mörz geboren[11]